# フライングタイガーコペンハーゲン
フライングタイガーコペンハーゲン (Flying Tiger Copenhagen)とは、デンマークのゼブラ  (ZEBRA A/S) が運営する雑貨店である。
各国で店名が異なっていたが、2016年6月、全世界で「Flying Tiger Copenhagen（フライング タイガー コペンハーゲン）」の名称へ統一された。

## 概要
デンマークを中心にヨーロッパ16か国（イングランド、ドイツ、ギリシャ、アイスランド、アイルランド、イタリア、ラトビア、リトアニア、オランダ、ノルウェー、ポーランド、スペイン、スコットランド、フィンランド、スウェーデン）および日本などの29の国と地域で984店舗を展開する（2020年3月時点）チェーンストアである。雑貨のほか家庭用品、文房具、食品などを扱う。
1995年にデンマーク・コペンハーゲンにて開業。
デンマーク語のTIGERが「ティアー(TIGER)」と発音され、10クローネを意味する「ティアー(TIER)」に類似していることから、10クローネストアとして認識されるようになった。上記のエピソードから日本のメディアでは「北欧の100円ショップ」と紹介されることがある。

## 歴史
- 1988年、日用品店を経営していたレナート・ライボシツ (Lennart Lajboschitz) がゼブラを設立する[9]。
- 1995年、デンマーク・コペンハーゲンにて、雑貨店タイガーを開業した[4]。
- 2000年代、ヨーロッパ各地に合弁会社を設立し、各国へタイガーを出店する[10]。

## 日本法人

### 沿革

#### アジア1号店開設
2011年7月、日本・大阪府大阪市中央区にて、日本法人ゼブラ ジャパン (Zebra Japan) が設立される。
2012年7月、同区西心斎橋にて、タイガーのアジア1号店「Tiger Copenhagen アメリカ村店」を出店した。日本には同名（タイガー）の会社が存在するため、同国内では「Tiger Copenhagen（タイガー コペンハーゲン）」のブランド名で展開する。
オープン当日、11時の開店時に既に約400人の行列が出来る盛り上がりを見せた。ところがオープン3日目も客足が落ちることはなく、在庫が枯渇してしまったため4日目からの臨時休業を余儀なくされる。7月26日から2階部分を閉鎖し1階の一部のみで営業を再開したが、中国・上海市に置いていたアジア向けの物流拠点に用意していた3か月分の在庫が3週間で無くなってしまい、8月18日、再び長期休業に突入する事態となってしまった。2度目の営業再開後にインタビューに答えたクラウス・ファルシグ社長は、これを「不本意で残念なスタート」だったと認めており、この失敗の原因を、基本的に宣伝広告を打たない経営方針であるほか、ヨーロッパではオープン日に行列が出来るということはまずなく、一瞬で当初の売上の3倍以上を記録したこの結果をまったく予想出来なかったこととしている。

#### 東京進出
2013年7月、サザビーリーグがゼブラ ジャパンの発行済株式の50%を取得し、ゼブラ ジャパンはゼブラとサザビーリーグの合弁企業となった。同年8月、日本法人を東京都へ移転。
同年10月2日、東京都渋谷区神宮前にアジア2号店「Flying Tiger Copenhagen 表参道ストア」を出店した。東京進出に伴い、日本国内でのブランド名を「Flying Tiger Copenhagen（フライング タイガー コペンハーゲン）」に変更。

#### 影響
タイガーの成功を受けて2013年、スウェーデンの『ラガハウス』、デンマークの『ソストレーネ・グレーネ』など 北欧発の低価格雑貨店が日本進出した。

### ショッピングモールへの出店
2014年3月14日、千葉県船橋市の三井ショッピングパーク・ららぽーとTOKYO-BAY内に出店した。
同年4月にKUZUHA MALL内（大阪府枚方市）、同年5月にアクアシティお台場内（東京都港区台場） に出店した。
2015年4月2日には大阪・梅田のルクア1100に、同月6日には埼玉県富士見市にあるららぽーと富士見1Fにオープンした。
2019年4月19日、愛知県東浦町にあるイオンモール東浦1Fにオープンした。

#### 路面店としての新規出店と閉店

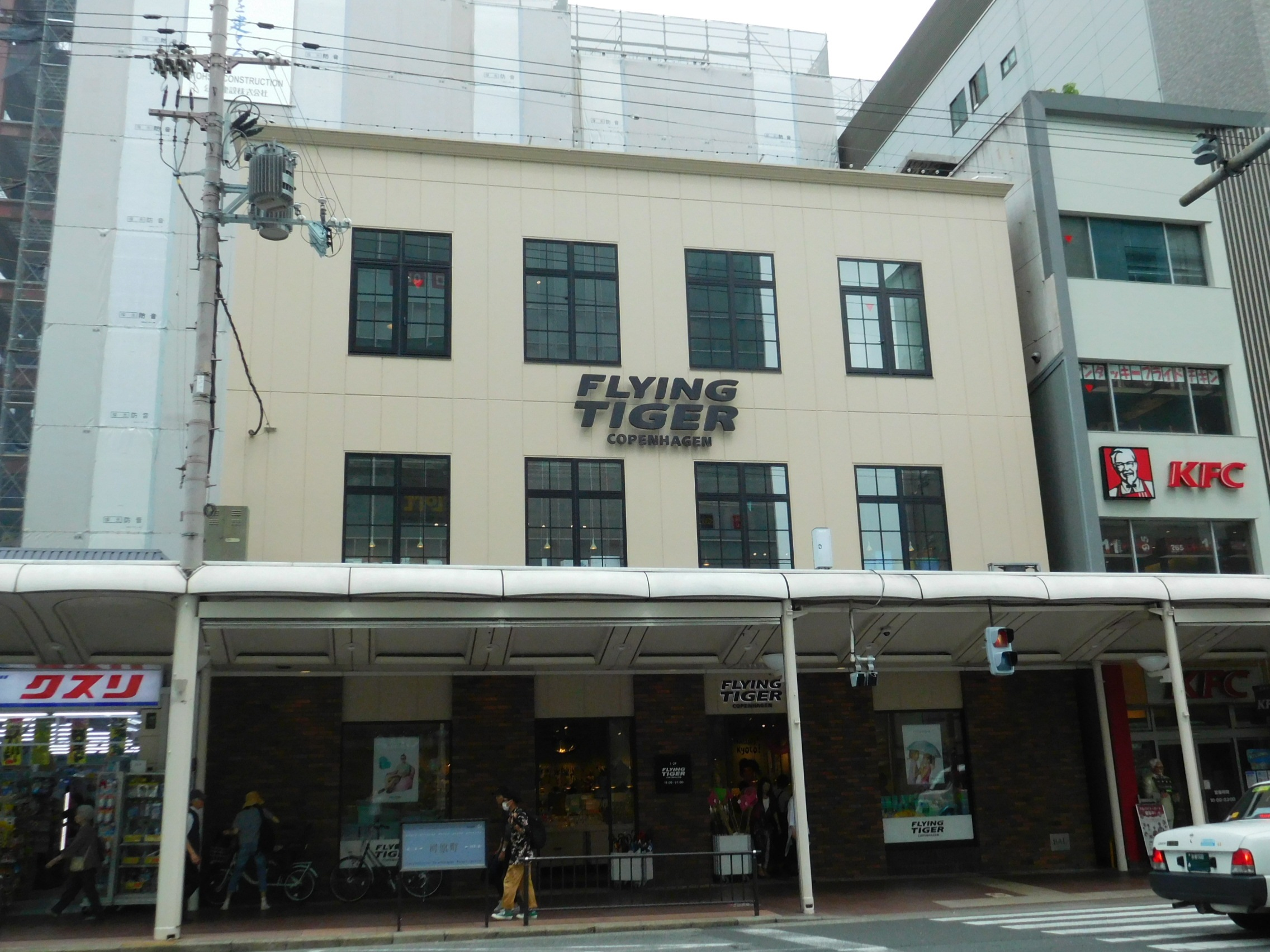
京都河原町ストア

2014年11月に京都BAL ANNEX、2015年6月12日には、福岡（天神）に路面店がオープンした（2020年3月移転のため休店）。同年7月10日には、名古屋（栄）に路面店がオープンした。旗艦店の吉祥寺店が売上不振の為1月16日に閉店した。

## テレビ番組
- 日経スペシャル カンブリア宮殿 日本の独自の戦略で復活！ フライングタイガー 執念の闘い（2023年7月27日、テレビ東京）- ゼブラジャパンCEO 松山恭子出演[33]。